# Эббон Реймсский
Эббон (фр. Ebon de Reims; 778—20 марта 851, Хильдесхайм) — франкский церковный деятель и писатель.

## Биография
Молочный брат Людовика I Благочестивого, Эббон воспитывался вместе с императором, который в 816 году назначил его архиепископом Реймсским (816—835 и 840—841). Заключённый Лотарем I в Фульдский монастырь, он в 845 году получил от Людовика II Немецкого епископство Хильдесхайм.
Из произведений, написанных Эббоном, известны «Apologie» в «Specilegium» (дом Луки д’Ашери) и в «Historiens de France» (дом Буке). Ему приписывают также «Narratio clericorum remensium de depositione Ebbonis».
По повелению архиепископа Эббона около 825 года было создано рукописное Евангелие (так называемое Евангелие Эббона) — выдающийся памятник раннесредневекового книжного искусства.